# Боробудур
Боробудур или Барабудур (на индонезийски: Candi Borobudur; на явански: ꦕꦤ꧀ꦣꦶꦧꦫꦧꦸꦣꦸꦂ) е будистки Махаяна монумент, изграден през ІХ век близо до Магеланг, Централна Ява, Индонезия.
Комплексът обхваща 6 квадратни и 3 кръгли платформи, разположени една върху друга. Те са украсени с 2672 релефни пана и 504 Буда статуи. Главният купол, намиращ се на най-горната платформа е заобиколен от 72 Буда статуи, поставени във вътрешността на ажурни ступи.
Данните сочат, че Боробудур е изоставен при упадъка на будистките и индуистките кралства на Ява през 14 век при настъпването на исляма. Съществуванието му става известно за света през 1814 г. благодарение на сър Томас Рафълс, британски губернатор на Ява. Местните хора му подсказали къде да намери монумента. Оттогава паметникът преминава няколко реставрации. Последната извършена между 1975 и 1982 г. съвместно от правителството на Индонезия и Юнеско. След това Монументът е включен в списъка на световното културно и природно наследство на Юнеско. 
В днешно време Боробудур се използва за поклоннически пътувания. Всяка година будистите в Индонезия отбелязват празника Весак при монумента, който е и най-посещавана световна туристическа забележителност на Индонезия.
Няма открити писмени източници за това кой е построил Боробудур, както и каква е била целта му. Времето на построяването е оценено от сравнението на каменните релефи, гравирани на скритото подножие на храма и надписи, обикновено срещани в кралски грамоти от 8 – 9 век. Вероятно Боробудур е построен около 800 г. Това отговаря на периода между 760 и 830 г., разцвета на династията Сайлендра в централна Ява, времето на влиянието на империята Шривиджая. Според оценките строителството е отнело около 75 години и завършва по време на царуването на Самаратунга през 825 г.
Има известна неяснота относно това дали владетелите на Ява по това време са будисти или хиндуисти. Кралете от династията Сайлендра са известни като пламенни последователи на Буда, макар и някои каменни гравюри от това време да подсказват, че те са били хиндуисти. По това време са съградени множество монументи в равнините и планините около равнината Кеду – както будистки, така и индуистки.
Изграждането на будистки храмове, включително и Боробудур по това време е възможно благодарение на непосредствения наследник на Санджая, Ракаи Панангаран, който дава разрешението си на последователите на Будизма да построят такива храмове.

## Изоставяне
Боробудур в течение на векове лежи скрит под пластове вулканична пепел и растящата междувременно джунгла. Фактите около изоставянето му остават загадка. Не е установено кога са прекъснати активното използване и поклонническите посещения на монумента. Някъде между 928 и 1006 г. центърът на властта се измества към района на източна Ява, а следва и поредица от вулканични изригвания. Не е ясно дали последното е причината за това преместване, но някои източници споменават, че това е именно периода на изоставянето на Боробудур. Монументът е споменат неясно около 1365 г. в произведението Нагаракретагама от Мпу Паранка, написано по време на епохата Маджапахит, като е наречен Вихарата в Будур.
Монументът не е бил забравен напълно, макар и във фолклора образа му да се измества от някогашната слава към суеверни истории за бедност и лош късмет. Два исторически текста потвърждават това, свързвайки монумента със зла участ и го обявяват за основен фактор за бунтовете против краля на Матарам през 1709 г.

## Преоткриване
След Ангийско – Холандската война за Ява островът се оказва под английска власт от 1811 до 1816 г. За губернатор е определен лейтенант Томас Стамфорд Рафълс, който показал голям интерес към историята на Ява. Той събира антики и води бележки по време на пътуванията си навсякъде из острова. През 1814 г. по време на едно такова пътуване той научава от местното население за голям монумент дълбоко в джунглата близо до село Бумисегоро и възлага неговото проучване на холандския инженер Корнелиус. По-късно неговата работа е продължена от холандския управител на областта Кеду Хартман и през 1835 г. комплексът вече е напълно разкрит. Както се твърди интересът на Хартман към комплекса бил по-скоро личен и той не оставя никакъв доклад за работата си. Въпреки твърденията му, че в купола на главната ступа е открил голяма статуя на Буда понастоящем тя е празна.
Оценката на важността на монумента не била ясна от самото начало и по-късно станала източник да доходи на „ловци на сувенири“ и крадци. През 1882 г. Главният инспектор по културните артефакти предлага Боробудур да бъде изцяло демонтиран и реликвите пренесени в музеи поради нестабилността на монумента. В резултат правителството разпорежда на археолога Грьонвелт да проведе щателно проучване на обекта и да оцени действителните условия в комплекса. Докладът намира тези безпокойства за несъстоятелни и препоръчва съхраняването му във вида в който е открит.